# НАЗ

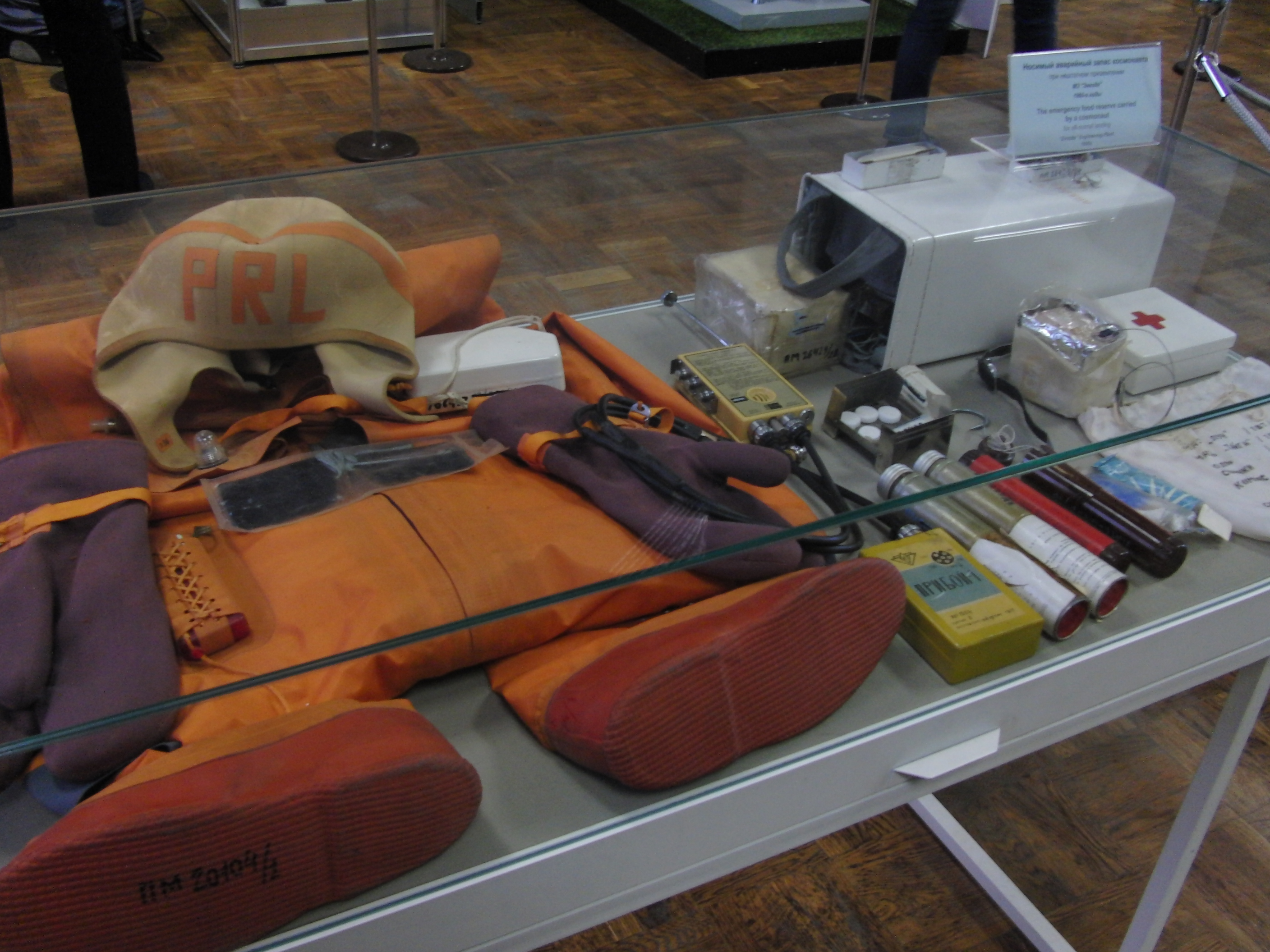
Набір виживання космонавта. Політехнічний музей, Москва

НАЗ (розшифровується «носимий аварійний запас» або «недоторканний аварійний запас»), також набір виживання — набір необхідних предметів, призначених для виживання в екстремальних ситуаціях на період більше 3 днів. Комплектують його залежно від місця та часу запланованої подорожі.

## Концепція
Призначення носимого аварійного запасу — забезпечити необхідним для життя в екстремальній ситуації: їжею, укриттям, водою. НАЗи можуть бути різними: від носимих у рюкзаках до зберіганих у маленьких капсулах.
Всі складові НАЗа мають відповідати трьом вимогам: простота, надійність і функціональність. Кожен елемент повинен бути якісним, перевіреним у похідних умовах і бажано, щоб він був багатофункціональним — для економії місця. Вага повинна бути мінімальною.

## Склад НАЗа

### Пакунок

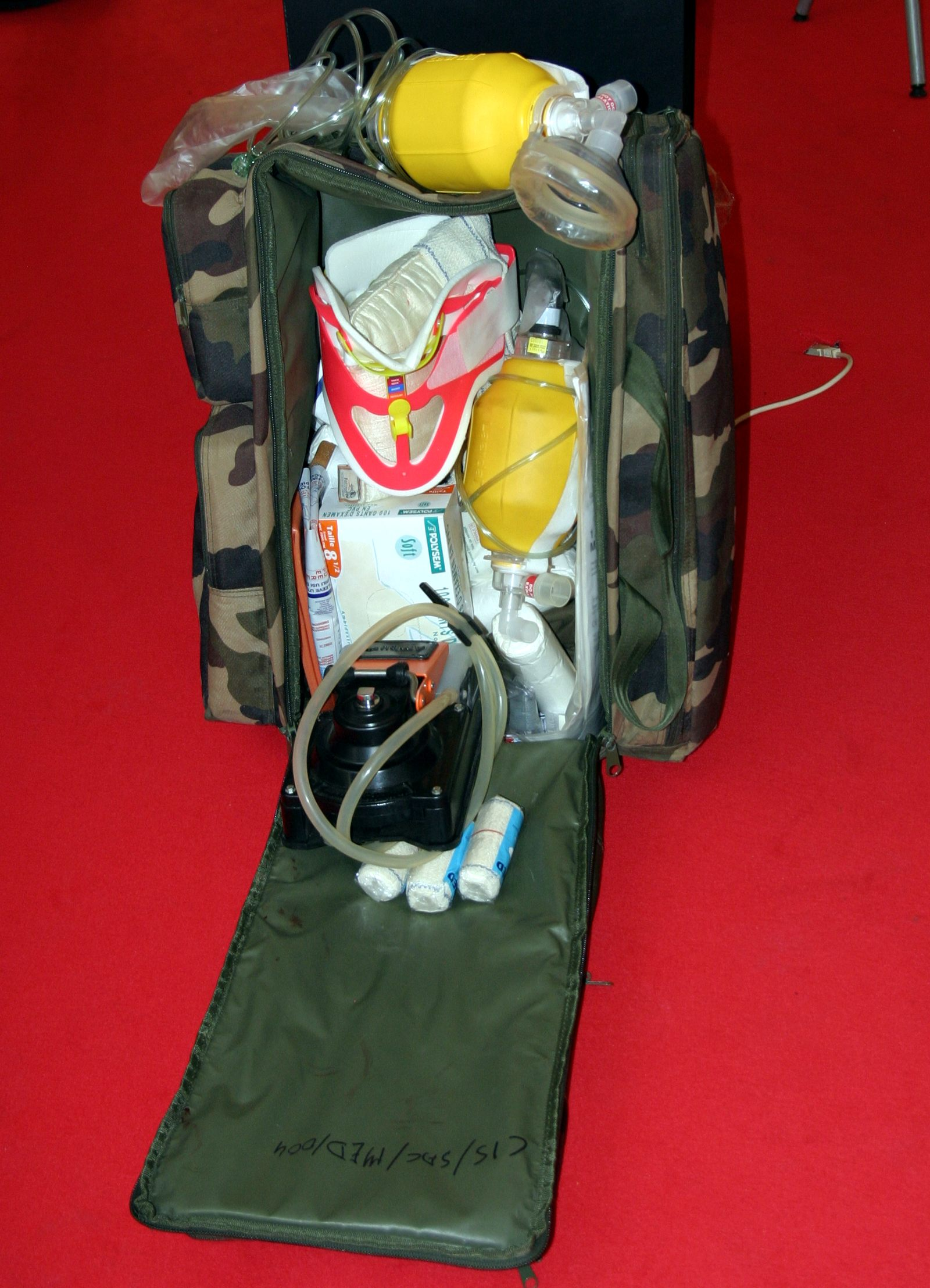
Стандартна укладка НАЗа французького військослужбовця

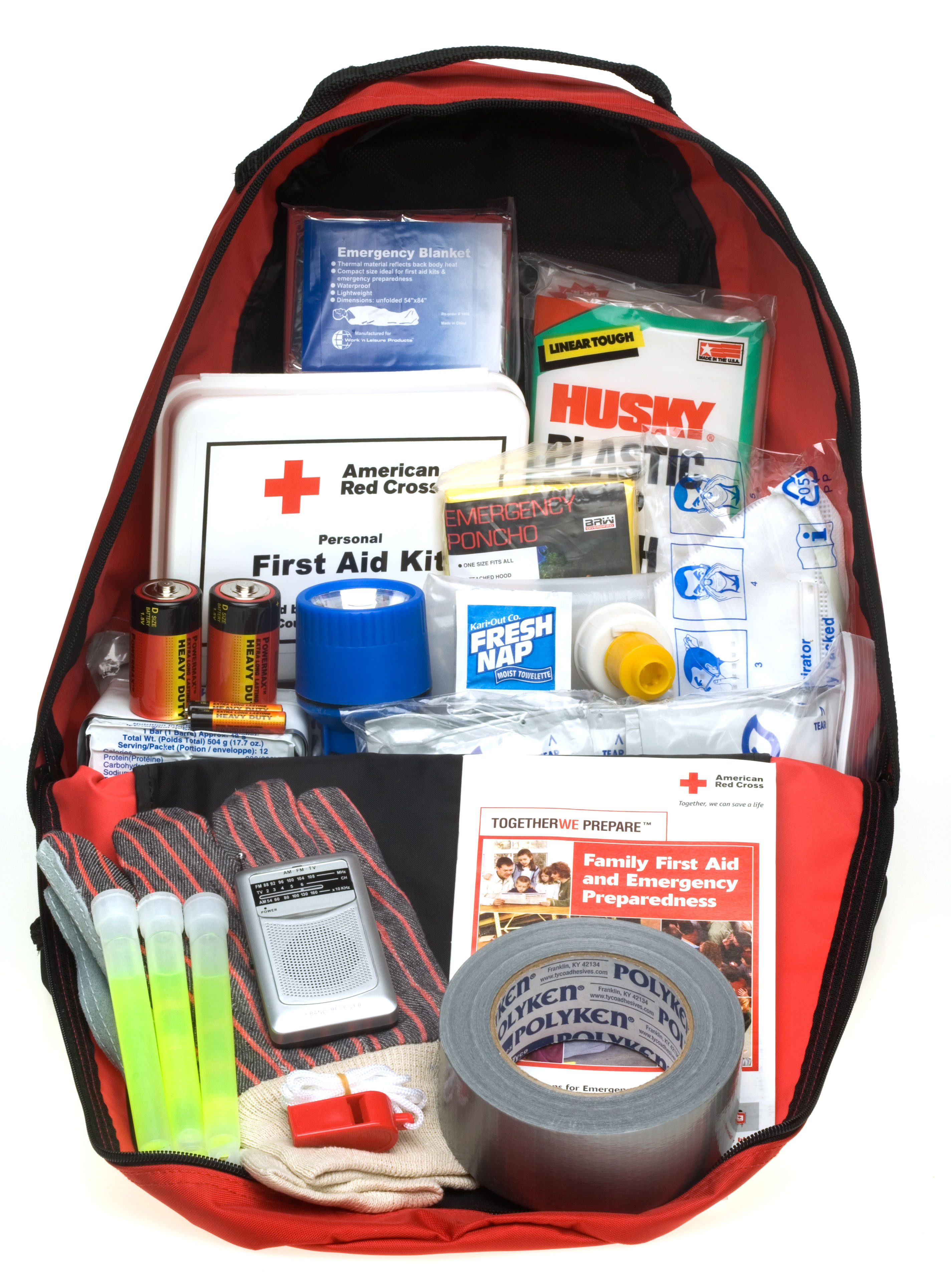
Тривожний комплект Червоного Хреста

Пакунок для НАЗа (контейнер) повинна бути міцною і герметичною, яка повністю уникає потрапляння води. Розміри упаковки обираються, виходячи з обсягу самого набору.

### Зброя
Вогнепальна зброя в НАЗи входить рідко, але якщо вона є, то найчастіше це пістолет, наприклад ПМ (Пістолет Макарова).
(Носіння та використання зброї вимагає відповідно оформлених документів!)

### Продукти
В основному це консерви, але зустрічаються варіанти з їстівними брикетами у герметичній упаковці до 3600 ккал

### Вода
Аварійні набори з запасами води призначені при ймовірності потрапляння у пустельні райони, а також аварійні набори рятувальних шлюпок. Засоби очищення води — таблетки Акватабс або фільтри для пиття.

### Вогонь
Найчастіше до цього розділу входять 3 речі:
- кресало,
- трут,
- сірники (звичайні або спеціальні).

Окрім того, у склад НАЗа можуть включатися свічки у бляшаних баночках, як правило, стеаринові (за необхідності їх можна вживати в їжу), сухе пальне, спиртівки.

### Медикаменти
Назви медичних препаратів можуть бути іншими, враховуючи специфіку роздрібного фармацевтичного ринку відповідної країни, проте, більшість груп медичних препаратів збігаються, не зважаючи на країну.

#### Загальноприйняті широко відомі засоби[3]
- Валідол — неврози, істерія, стенокардія.
- Валокордин або Корвалол — неврози з підвищеною дратівливістю, безсоння, тахікардія.
- Супрастин — алергічні реакції.
- Ацетилсаліцилова кислота або Парацетамол — протизапальний, жарознижувальний і анальгезуючий засіб.
- Вугілля активоване або інші ентеросорбенти — дезінтоксикація при інтоксикаціях, діареях, отруєннях солями важких металів, харчовому отруєнні, отруєнні хімічними сполуками, алергічних захворюваннях, абстинентному алкогольному синдромі, тощо. Застосовують з розрахунку 1 таблетка на 5-10 кг ваги, залежно від ступеня отруєння.
- Імодіум (лоперамід) — лікування гострої і хронічної діареї.
- Фталазол — протимікробний засіб для лікування шигельозу, гастроентеритів, ентероколітів, колітів та інших інфекційно-запальних захворювань травної системи.
- Пенталгін або Метамізол (анальгін) — больовий синдром, мігрень, зубний і головний біль, біль при травмах, опіках, гарячковий синдром.
- Феназепам або Донорміл — снодійне.
- Сульфацил натрію (сульфацетамід, альбуцид) — 20 % розчин у вигляді очних крапель. Це протимікробний лікарський засіб, що застосовують при бактеріальних процесах — кон'юнктивіті, блефариті (запаленням країв повік) та деяких інших захворюваннях очей. Застосовують як профілактику при потраплянні в очі сторонніх тіл, таких як пісок, бруд, тощо.

#### Засоби для перев'язки
- Бинти стерильні 7 × 14 — 5 штук.
- Вата медична, рулон 50 м — 1 штука.[джерело?]
- Лейкопластир бактерицидний, упаковка (або пара десятків штук).
- Лейкопластир рулонний 3 см ширини та 5 м довжини — 1 котушка.
- Індивідуальний перев'язувальний пакет — 1—2 шт.[джерело?]

#### Засоби антисептичного характеру
- Розчин діамантової зелені, 0,5 % спиртовий розчин йоду — свіжі післяопераційні та посттравматичні рубці, садна, порізи, порушення цілісності шкірних покривів, гнійничковою інфекцією ділянки тіла. Дані препарати не можна заливати в порожнину ран, це спричинює хімічний опік і некроз тканин. (Цікавим варіантом є фломастери чи маркери з зеленкою або йодом[4].)
- Перекис водню — 3 %- застосовують як антисептичний засіб. Сприяє згортанню крові і створює несприятливі умови для розвитку мікроорганізмів.
- Хлоргексидин — антисептичний та дезінфекційний засіб. Дезінфекція гнійних ран, інфікованих опікових поверхонь; лікування інфекцій шкіри та слизових оболонок.
- Калію перманганат (Марганцівка) — антисептичний засіб, водний розчин для полоскання горла, промивання ран, обробки опіків. Як «блювотний» засіб для прийому всередину.

#### Додаткові інструменти
- Пінцет;
- Ножиці хірургічні або тактичні;
- Джгут кровоспинний;
- Мірна пластикова склянка, приблизно на 100 мл;
- Одноразові медичні рукавички, 2—3 шт (різних розмірів).
- Шприци

### Приладдя для риболовлі
- волосінь 5 м;
- гачки 5 шт.

### Сигналізація

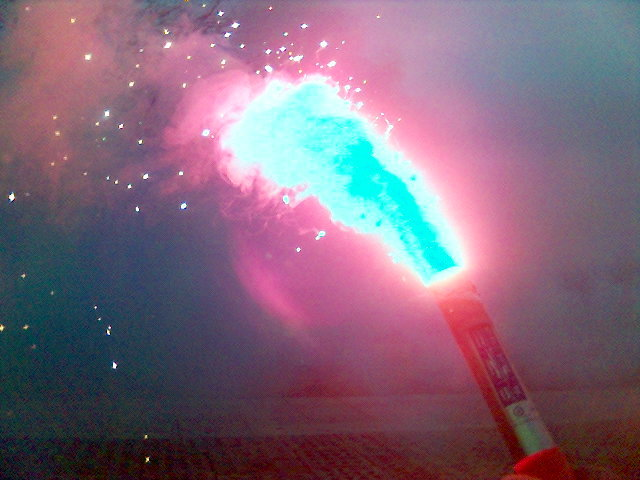
Сигнал лиха фальшфейєром

Аварійна сигналізація включає у себе парашутні ракети, сигнальні набої, фальшфейєри, сигнальне дзеркало.

### Інструменти
Окрім великого мисливського ножа, у наборі бажано мати невеличкий складаний ніж для дрібних робіт (на зразок швейцарського). Також можуть використовуватись портативні багатофункціональні плоскогубці («мультитули»). Спеціально для виживання призначаються «скелетні» ножі, які мають вигляд сталевої пластини з загостреними крайками і вирізами. Оригінальний багатофункціональний інструмент, виконаний у вигляді банківської картки. Одна крайка має просте загострення і слугує ножем, інша серейторну. Один з кутів слугує викруткою, ще один — консервним ножем. Гранчасті вирізи замінюють гайкові ключі. Інструмент споряджений поділками і може слугувати лінійкою та транспортиром. Їх існує кілька видів та багато модифікацій. Для пиляння гілля можуть уживатись як спеціальні туристські пилки (пилки-струни, ланцюгові пилки), так і полотна звичайних лучкових пилок, натягнуті на імпровізовані рами.

### Інше
- Ліхтарик;
- Термоковдра (2 шт);
- Свисток (на зразок спортивних суддівських, але видовжений, найкраще з дюралюмінію (чи титану) з пластиковим нагубником, одночасно може слугувати зброєю самозахисту, склобійником та контейнером для кресала)
- Невеличкий компас;
- Хімічне світло;
- Міні-радіо або міні-радіостанція (наприклад, Baofeng UV-5);
- Міні сонячна батарея (наприклад, NOMAD 7, з комплектом акумуляторів);
- Похідний GPS-навігатор (невеликих розмірів, волого- та ударостійкий, з мінімальним споживанням живлення в режимі очікування)[10]
- Резервуар для рідини (води; найчастіше поліетиленове відро, котре у складеному стані поміщається на долоню дорослої людини)